# Typhlonarke tarakea
Typhlonarke tarakea is een vissensoort uit de familie van de sluimerroggen (Narkidae). De wetenschappelijke naam van de soort is voor het eerst geldig gepubliceerd in 1929 door Phillipps.